# Ithomia plaginota
Ithomia plaginota är en fjärilsart som beskrevs av Butler och Druce 1872. Ithomia plaginota ingår i släktet Ithomia och familjen praktfjärilar. Inga underarter finns listade i Catalogue of Life.